# دوري التحدي الآسيوي 2024–25
دوري التحدي الآسيوي 2024–25 النسخة الحادية عشر من بطولة آسيا لكرة القدم التي نظمها الاتحاد الآسيوي لكرة القدم (AFC) المخصصة للأندية القادمة من بطولات الدوري الصاعدة، والنسخة الأولى تحت المسمى دوري التحدي الآسيوي الجديد. لتكون ثالث بطولات أندية الرجال، كجزء من الهيكل الجديد لمسابقات الأندية في قارة آسيا، حيث تجمع 18 نادياً. 

## توزيع فرق القارة حسب الاتحادات
تم تصنيف الاتحادات الأعضاء في الاتحاد الآسيوي لكرة القدم بناءً على أداء مسابقات الأندية في الاتحاد الآسيوي على مدى أربع سنوات ماضية في مسابقات الاتحاد الآسيوي لكرة القدم.

### ترتيب الاتحادات
خصَّص توزيع المقاعد لدوري التحدي الآسيوي 2024–25 بين الاتحادات وفقًا لتصنيف مسابقات الأندية في الاتحاد الآسيوي بعد انتهاء دوري أبطال آسيا 2022 والذي نُشر في ديسمبر 2022،
| تصنيف الاتحاد الآسيوي | تصنيف الاتحاد الآسيوي | الاتحاد العضو                                            | نقاط                   | مقاعد           | مقاعد    |
| تصنيف الاتحاد الآسيوي | تصنيف الاتحاد الآسيوي | الاتحاد العضو                                            | نقاط                   | مرحلة المجموعات | التصفيات |
| المنطقة               | آسيا                  | الاتحاد العضو                                            | نقاط                   | مرحلة المجموعات | التصفيات |
| --------------------- | --------------------- | -------------------------------------------------------- | ---------------------- | --------------- | -------- |
| —                     | —                     | الخاسر من المرحلة التمهيدية من دوري أبطال آسيا 2 2024–25 | —                      | 2               | 0        |
| 11                    | 19                    | الكويت                                                   | 20.069                 | 1               | 0        |
| 12                    | 20                    | تركمانستان                                               | 19.464                 | 1               | 0        |
| 13                    | 22                    | لبنان                                                    | 17.761                 | 1               | 0        |
| 14                    | 23                    | سوريا                                                    | 17.613                 | 1               | 0        |
| 15                    | 27                    | بنغلاديش                                                 | 14.121                 | 1               | 0        |
| 16                    | 28                    | عمان                                                     | 12.453                 | 1               | 0        |
| 17                    | 29                    | المالديف                                                 | 9.467                  | 1               | 0        |
| 18                    | 31                    | فلسطين                                                   | 5.760                  | 1               | 0        |
| 19                    | 33                    | قرغيزستان                                                | 4.308                  | 0               | 1        |
| 20                    | 37                    | نيبال                                                    | 0.813                  | 0               | 1        |
| 21                    | 38                    | سريلانكا[آسيا]                                           | 0.630                  | 0               | 0        |
| 22                    | 39                    | بوتان                                                    | 0.465                  | 0               | 1        |
| 23                    | 41                    | أفغانستان                                                | 0.090                  | 0               | 1        |
| 24                    | 42                    | باكستان[آسيا]                                            | 0.000                  | 0               | 0        |
| 24                    | 42                    | اليمن[آسيا]                                              | 0.000                  | 0               | 0        |
| الإجمالي              | الإجمالي              | الاتحادات المشاركة: 12                                   | الاتحادات المشاركة: 12 | 10              | 4        |
| الإجمالي              | الإجمالي              | الاتحادات المشاركة: 12                                   | الاتحادات المشاركة: 12 | 14              |          |

| تصنيف الاتحاد الآسيوي | تصنيف الاتحاد الآسيوي | الاتحاد العضو              | نقاط                  | مقاعد           | مقاعد    |
| تصنيف الاتحاد الآسيوي | تصنيف الاتحاد الآسيوي | الاتحاد العضو              | نقاط                  | مرحلة المجموعات | التصفيات |
| المنطقة               | آسيا                  | الاتحاد العضو              | نقاط                  | مرحلة المجموعات | التصفيات |
| --------------------- | --------------------- | -------------------------- | --------------------- | --------------- | -------- |
| 11                    | 25                    | كوريا الشمالية[آسيا]       | 16.117                | 0               | 0        |
| 12                    | 26                    | إندونيسيا                  | 15.083                | 1               | 0        |
| 13                    | 30                    | ميانمار                    | 8.287                 | 1               | 0        |
| 14                    | 32                    | كمبوديا                    | 5.455                 | 1               | 0        |
| 15                    | 34                    | ماكاو[آسيا]                | 2.800                 | 0               | 0        |
| 16                    | 35                    | تايبيه الصينية             | 2.067                 | 1               | 0        |
| 17                    | 36                    | لاوس                       | 1.362                 | 1               | 0        |
| 18                    | 40                    | منغوليا                    | 0.250                 | 1               | 0        |
| 19                    | 42                    | بروناي[آسيا]               | 0.000                 | 0               | 0        |
| 19                    | 42                    | غوام[آسيا]                 | 0.000                 | 0               | 0        |
| 19                    | 42                    | جزر ماريانا الشمالية[آسيا] | 0.000                 | 0               | 0        |
| 19                    | 42                    | تيمور الشرقية[آسيا]        | 0.000                 | 0               | 0        |
| الإجمالي              | الإجمالي              | الاتحادات المشاركة: 6      | الاتحادات المشاركة: 6 | 11              | 2        |
| الإجمالي              | الإجمالي              | الاتحادات المشاركة: 6      | الاتحادات المشاركة: 6 | 12              |          |

ملاحظات
1. ^ رخصة الإتحاد الآسيوي: لم يحصل أندية هذا الاتحاد على الرخصة الآسيوية.[3]

## الفرق المتأهلة
| الفريق               | طريقة التأهل                                             | عدد المشاركات (آخر) |
| -------------------- | -------------------------------------------------------- | ------------------- |
| نادي إيست بنغال      | فقد مقعد دوري أبطال آسيا الثاني                          | الأولى              |
| النادي الأهلي        | فقد مقعد دوري أبطال آسيا الثاني                          | الأولى              |
| العربي               | وصيف الدوري الكويتي الممتاز 2023-24                      | الأولى              |
| أركاداغ              | بطل الدوري التركماني 2023 بطل كأس تركمانستان 20231 [أرك] | الأولى              |
| النجمة               | بطل الدوري اللبناني الممتاز 2023-24                      | الأولى              |
| الفتوة               | بطل الدوري السوري الممتاز 2023-24                        | الأولى              |
| نادي باشوندارا كينغز | بطل الدوري البنغلاديشي الممتاز 2023-24                   | الأولى              |
| نادي السيب           | بطل دوري المحترفين العماني 2023-24                       | الأولى              |
| نادي مازيا           | بطل الدوري المالديفي 2023                                | الأولى              |
| هلال القدس           | وصيف الدوري الفلسطيني للمحترفين 2022–232 [فلسط]          | الثانية (2013)      |

| الفريق              | طريقة التأهل                     | مشاركات (آخر) |
| ------------------- | -------------------------------- | ------------- |
| أبديش عطا           | بطل دوري قيرغيزستان الممتاز 2023 | الأولى        |
| تشيرتش بويز يونايتد | بطل دوري الشهداء التذكاري 2023   | الأولى        |
| بارو                | بطل دوري بوتان الممتاز 2023      | الأولى        |
| أتاك                | بطل دوري أبطال أفغانستان 2024    | الأولى        |

| الفريق         | طريقة التأهل                                 | عدد المشاركات (آخر) |
| -------------- | -------------------------------------------- | ------------------- |
| مادورا يونايتد | وصيف الدوري الإندونيسي الممتاز 2023–24       | الأولى              |
| شان يونايتد    | بطل الدوري الوطني الميانماري 2023            | الثالثة (2009)      |
| بري كان ريتش   | بطل الدوري الكمبودي 2023–24                  | الثانية (2014)      |
| تاينان سيتي    | بطل الدوري التايواني الممتاز لكرة القدم 2023 | الأولى              |
| يونغ ايلفانتس  | بطل دوري لاوس 2023                           | الأولى              |
| اس بيه فالكونز | بطل الدوري المنغولي الوطني الممتاز 2023–24   | الأولى              |

ملاحظات
1. ^ فلسطين : بسبب الحرب الإسرائيلية على غزة، تم إلغاء الدوري الفلسطيني للمحترفين لموسم 2023–2024 ولم ينظمه الاتحاد الفلسطيني لكرة القدم. تم اختيار الفرق من فلسطين المشاركة في دوري التحدي الآسيوي 2024  من خلال نتائج الدوري الفلسطيني للمحترفين لموسم 2022–2023. ولأن جبل المكبر، بطل الدوري الفلسطيني للمحترفين 2022-23، فشل في الحصول على رخصة من الاتحاد الآسيوي لكرة القدم. بدلاً من ذلك، سيشارك الوصيف نادي هلال القدس في دور المجموعات من دوري التحدي الآسيوي.[3]
2. ^ تركمانستان : نادي أركاداغ  الفائز بكأس تركمانستان 2023، وفاز أيضًا بلقب الدوري المؤهل لمقعد في دور المجموعات من دوري أبطال آسيا 2 إلا أنه لم يتمكن من الحصول على رخصة تؤهله للمشاركة في دوري أبطال آسيا 2 2024–25. واستبدل بوصيف في الدوري التركماني 2023  نادي ألتين أسير في الدور التمهيدي المؤهل لدوري أبطال آسيا 2.[3]

## الجدول الزمني
جدول المنافسة هو على النحو التالي.
| المرحلة           | الجولة         | تاريخ القرعة  | المباراة الأولى   | المباراة الثانية  |
| ----------------- | -------------- | ------------- | ----------------- | ----------------- |
| الملحق المؤهل     | الدور التمهيدي | لا يوجد قرعة  | 13 أغسطس 2024     | 13 أغسطس 2024     |
| دور المجموعات     | الجولة الأولى  | 22 أغسطس 2024 | 26–27 أكتوبر 2024 | 26–27 أكتوبر 2024 |
| دور المجموعات     | الجولة الثانية | 22 أغسطس 2024 | 29–30 أكتوبر 2024 | 29–30 أكتوبر 2024 |
| دور المجموعات     | الجولة الثالثة | 22 أغسطس 2024 | 1–2 نوفمبر 2024   | 1–2 نوفمبر 2024   |
| الأدوار الإقصائية | ربع النهائي    | لا يوجد قرعة  | 5–6 مارس 2025     | 12–13 مارس 2025   |
| الأدوار الإقصائية | نصف النهائي    | لا يوجد قرعة  | 9–10 أبريل 2025   | 16–17 أبريل 2025  |
| الأدوار الإقصائية | النهائي        | لا يوجد قرعة  | 10 مايو 2025      | 10 مايو 2025      |

## الأدوار التمهيدية
| فريق 1              | نتيجة | فريق 2 |
| ------------------- | ----- | ------ |
| تشيرتش بويز يونايتد | 1 - 2 | بارو   |
| أبديش عطا           | 2 - 0 | أتاك   |

| تشيرتش بويز يونايتد | 1–2   | بارو                             |
| ------------------- | ----- | -------------------------------- |
| - لاكن لمبو 38'     | تقرير | - وانغشك 40' - ويليام أوبوكو 67' |

| أبديش عطا                     | 2–0   | أتاك |
| ----------------------------- | ----- | ---- |
| - جوماشف 11' - زهيرجالبيك 52' | تقرير |      |